# 布萊索 (亞利桑那州)
布萊索（英語：Bledsoe）是位於美國亞利桑那州科奇斯縣的一個非建制地區。該地的面積和人口皆未知。

## 地理
布萊索的座標為31°26′52″N 110°18′24″W / 31.44778°N 110.30667°W，而該地的平均海拔高度為1690米（即5545英尺）。